# Vreni Schneider
Verena "Vreni" Schneider född 26 november 1964 i Elm är en före detta alpin skidåkare från Schweiz. Schneider rankas som den fjärde bästa kvinnliga utförsåkaren genom tiderna (efter Lindsey Vonn Mikaela Shiffrin och Annemarie Moser-Pröll). På Schneiders imponerade meritlista finns 55 världscupsegrar, 12 mästerskapsmedaljer och tre gånger segrar i totalcupen i världscupen (1988/89, 1993/94 och 1994/95).
Säsongen 1988/89 vann hon samtliga 8 slalomtävlingar och 6 av de sju storslalomtävlingarna. Hon kom därigenom upp i sammanlagt 14 segrar under samma säsong. Den som har åstadkommit närmast detta är Ingemar Stenmark som under en säsong vann 13 tävlingar och Mikaela Shiffrin som vann 17 gånger under en säsong.
I april 1995 valde hon att avsluta karriären och idag driver hon en skidskola i hemorten Elm.

## Meriter

### Världscupen
- 1985
  - Storslalomcupen – 3
- 1986
  - Totalcupen – 3
  - Storslalomcupen – 1
- 1987
  - Totalcupen – 2
  - Storslalomcupen – 1
  - Slalomcupen – 4
- 1988
  - Totalcupen – 5
  - Storslalomcupen – 3
  - Slalomcupen – 2
- 1989
  - Totalcupen – 1
  - Storslalomcupen – 1
  - Slalomcupen – 1
- 1990
  - Storslalomcupen – 5
  - Slalomcupen – 1
- 1991
  - Totalcupen – 3
  - Storslalomcupen – 1
  - Slalomcupen – 5
- 1992
  - Totalcupen – 4
  - Storslalomcupen – 2
  - Slalomcupen – 1
- 1993
  - Slalomcupen – 1
- 1994
  - Totalcupen – 1
  - Storslalomcupen – 2
  - Slalomcupen – 1
- 1995
  - Totalcupen – 1
  - Storslalomcupen – 1
  - Slalomcupen – 1

#### Världscuptävlingar
- 55 segrar
- 101 pallplaceringar